# Mountainbike-Europameisterschaften
Die Mountainbike-Europameisterschaften sind die Europameisterschaften im Mountainbikesport und werden vom Europäischen Radsportverband UEC seit 1989 jährlich an wechselnden Orten ausgetragen.
Mit Stand 2021 finden Wettbewerbe in den durch den Radsport-Weltverband UCI anerkannten Disziplinen statt:
- Cross-Country (Cross-Country (olympisch) (XCO), Cross-Country Eliminator (XCE) und Staffelrennen (XCR)) – UEC MTB XCO/XCE/XCR Jun/U23/Elite European Championships, UEC MTB Master European Championships und UEC MTB Youth European Championships
- Downhill (DHI) – UEC MTB DHI Youth/Jun/El/Master European Championships
- MTB-Marathon (XCM) –  UEC MTB Marathon Elite/Masters European Championships

Zusätzlich ermittelt die UEC Europameister in den Disziplinen
- Beachrace – UEC MTB Beachrace European Championships
- Ultra-Marathon – UEC MTB Ultra-Marathon European Championships

## Austragungsorte und Disziplinen
| Jahr | Cross-Country                   | Dual slalom / Fourcross | Downhill                  | MTB Marathon          | Beachrace       | Ultra-Marathon |
| ---- | ------------------------------- | ----------------------- | ------------------------- | --------------------- | --------------- | -------------- |
| 1989 | Anzère                          |                         |                           |                       |                 |                |
| 1991 | La Bourboule                    | La Bourboule            |                           |                       |                 |                |
| 1992 | Möllbrücke                      | Möllbrücke              |                           |                       |                 |                |
| 1993 | Klosters                        | Klosters                |                           |                       |                 |                |
| 1994 | Métabief                        | Métabief                |                           |                       |                 |                |
| 1995 | Špindlerův Mlýn                 | Špindlerův Mlýn         |                           |                       |                 |                |
| 1996 | Bassano del Grappa              | Bassano del Grappa      |                           |                       |                 |                |
| 1997 | Silkeborg                       | Métabief                |                           |                       |                 |                |
| 1998 | Aywaille                        | Špindlerův Mlýn         | Špindlerův Mlýn           |                       |                 |                |
| 1999 | Porto de Mós                    | La Molina               | La Molina                 |                       |                 |                |
| 2000 | Rhenen                          | Vars                    | Vars                      |                       |                 |                |
| 2001 | Sankt Wendel                    | Livigno                 | Livigno                   |                       |                 |                |
| 2002 | Zürich                          | -                       | -                         | Salzkammergut         |                 |                |
| 2003 | Graz                            | Graz                    | Graz                      | Graz                  |                 |                |
| 2004 | Wałbrzych                       | Wałbrzych               | Wałbrzych                 | Wałbrzych             |                 |                |
| 2005 | Kluisbergen                     | -                       | Commezzadura              | Frammersbach          |                 |                |
| 2006 | Chies d’Alpago                  | Stollberg/Erzgeb.       | Commezzadura              | Tambre                |                 |                |
| 2007 | Kappadokien                     | Elatochori              | Elatochori                | Sankt Wendel          |                 |                |
| 2008 | Sankt Wendel                    | -                       | Caspoggio                 | Albstadt              |                 |                |
| 2009 | Zoetermeer                      | Ajdovščina              | Kranjska Gora             | Tartu                 |                 |                |
| 2010 | Haifa                           | Willingen               | Hafjell                   | Montebelluna          |                 |                |
| 2011 | Dohňany                         | -                       | -                         | Kleinzell             |                 |                |
| 2012 | Moskau                          | Szczawno-Zdrój          | -                         | Jablonné v Podještědí |                 |                |
| 2013 | Bern (zur Veranstaltung)        | Pamporowo               | Pamporowo                 | Singen                |                 |                |
| 2014 | Sankt Wendel                    |                         | -                         | Ballyhoura            |                 |                |
| 2015 | Chies d’Alpago                  | Wisła                   | Singen                    |                       |                 |                |
| 2016 | Huskvarna                       | Wisła                   | Sigulda                   | Scheveningen          |                 |                |
| 2017 | Darfo Boario Terme              | Sestola                 | Svit                      | Scheveningen          |                 |                |
| 2018 | Glasgow Graz (XCE)              | Lousã                   | Spilimbergo               | Scheveningen          | Vielha          |                |
| 2019 | Brno                            | Pampilhosa da Serra     | Kvam                      | Dunkerque             | Vielha          |                |
| 2020 | Monte Tamaro Ersatzort für Graz | -                       | Serra da Estrela abgesagt | Dunkerque abgesagt    | Vielha abgesagt |                |
| 2021 | Novi Sad                        | Maribor                 | Evolène                   | Dunkerque             | Vielha          |                |
| 2022 | München                         | Maribor                 | Jablonné v Podještědí     | Dunkerque             |                 |                |
| 2023 | Krakau                          | Les Menuires            | Laissac                   |                       |                 |                |

## Ergebnisse Cross-Country XCO

### Männer
| Year | Gold                      | Silber                    | Bronze                |
| 1989 | Roger Honegger            | Philippe Perakis          | Erich Übelhardt       |
| 1990 | keine Austragung          | keine Austragung          | keine Austragung      |
| 1991 | Erich Übelhardt           | Mario Noris               | Thomas Frischknecht   |
| 1992 | Erich Übelhardt           | Gerhard Zadrobilek        | Lorenz Saurer         |
| 1993 | Thomas Frischknecht       | Daniele Bruschi           | Peter Hric            |
| 1994 | Albert Iten               | Gary Foord                | Benny Heylen          |
| 1995 | Jean-Christophe Savignoni | Luca Bramati              | Christophe Dupouey    |
| 1996 | Christophe Dupouey        | Hubert Pallhuber          | Cyrille Bonnand       |
| 1997 | Lennie Kristensen         | Luca Bramati              | Beat Wabel            |
| 1998 | Christophe Dupouey        | Bas van Dooren            | Thomas Frischknecht   |
| 1999 | Miguel Martinez           | Grégory Vollet            | Roberto Lezaun        |
| 2000 | Filip Meirhaeghe          | Bart Brentjens            | Roel Paulissen        |
| 2001 | Bart Brentjens            | José Antonio Hermida      | Lado Fumić            |
| 2002 | José Antonio Hermida      | Lado Fumić                | Roel Paulissen        |
| 2003 | Ralph Näf                 | Julien Absalon            | Lado Fumić            |
| 2004 | José Antonio Hermida      | Lado Fumić                | Ralph Näf             |
| 2005 | Jean-Christophe Péraud    | Julien Absalon            | Marco Bui             |
| 2006 | Julien Absalon            | Christoph Sauser          | Ralph Näf             |
| 2007 | José Antonio Hermida      | Julien Absalon            | Fredrik Kessiakoff    |
| 2008 | Florian Vogel             | Christoph Sauser          | Jakob Fuglsang        |
| 2009 | Ralph Näf                 | José Antonio Hermida      | Sven Nys              |
| 2010 | Jaroslav Kulhavý          | Lukas Flückiger           | Marco Aurelio Fontana |
| 2011 | Jaroslav Kulhavý          | Julien Absalon            | Florian Vogel         |
| 2012 | Moritz Milatz             | Sergio Mantecón           | Ralph Näf             |
| 2013 | Julien Absalon            | Nino Schurter             | Marco Aurelio Fontana |
| 2014 | Julien Absalon            | Fabian Giger              | Jan Škarnitzl         |
| 2015 | Julien Absalon            | Lukas Flückiger           | Manuel Fumic          |
| 2016 | Julien Absalon            | Fabian Giger              | Ondřej Cink           |
| 2017 | Florian Vogel             | Julien Absalon            | Manuel Fumic          |
| 2018 | Lars Forster              | Luca Braidot              | David Valero          |
| 2019 | Mathieu van der Poel      | Florian Vogel             | Milan Vader           |
| 2020 | Nino Schurter             | Titouan Carod             | Mathias Flückiger     |
| 2021 | Lars Forster              | Sebastian Fini Carstensen | Filippo Colombo       |
| 2022 | Thomas Pidcock            | Sebastian Fini Carstensen | Filippo Colombo       |
| 2023 | Vlad Dascălu              | Lars Forster              | Luca Braidot          |

### Frauen
| Year | Gold                   | Silber                 | Bronze                 |
| 1992 | Silvia Fürst           | Cornelia Sulzer        | Chantal Daucourt       |
| 1993 | Chantal Daucourt       | Caroline Alexander     | Cornelia Sulzer        |
| 1994 | Paola Pezzo            | Sophie Hosotte-Eglin   | Maria Paola Turcutto   |
| 1995 | Caroline Alexander     | Silvia Rovira          | Nina Aarrestad         |
| 1996 | Paola Pezzo            | Nadia De Negri         | Silvia Fürst           |
| 1997 | Chantal Daucourt       | Alla Epifanova         | Annabella Stopparo     |
| 1998 | Laurence Leboucher     | Gunn-Rita Dahle        | Margarita Fullana      |
| 1999 | Paola Pezzo            | Barbara Blatter        | Margarita Fullana      |
| 2000 | Laurence Leboucher     | Paola Pezzo            | Caroline Alexander     |
| 2001 | Laurence Leboucher     | Sabine Spitz           | Irina Kalentieva       |
| 2002 | Gunn-Rita Dahle        | Laurence Leboucher     | Sabine Spitz           |
| 2003 | Gunn-Rita Dahle        | Irina Kalentieva       | Margarita Fullana      |
| 2004 | Gunn-Rita Dahle        | Maja Włoszczowska      | Sabine Spitz           |
| 2005 | Gunn-Rita Dahle        | Maja Włoszczowska      | Margarita Fullana      |
| 2006 | Margarita Fullana      | Gunn-Rita Dahle Flesjå | Sabine Spitz           |
| 2007 | Sabine Spitz           | Irina Kalentieva       | Kateřina Nash          |
| 2008 | Sabine Spitz           | Irina Kalentieva       | Gunn-Rita Dahle Flesjå |
| 2009 | Maja Włoszczowska      | Irina Kalentieva       | Sabine Spitz           |
| 2010 | Katrin Leumann         | Maja Włoszczowska      | Eva Lechner            |
| 2011 | Gunn-Rita Dahle Flesjå | Maja Włoszczowska      | Tanja Žakelj           |
| 2012 | Gunn-Rita Dahle Flesjå | Esther Süss            | Sabine Spitz           |
| 2013 | Tanja Žakelj           | Eva Lechner            | Maja Włoszczowska      |
| 2014 | Tanja Žakelj           | Blaža Klemenčič        | Maja Włoszczowska      |
| 2015 | Jolanda Neff           | Eva Lechner            | Blaža Klemenčič        |
| 2016 | Jolanda Neff           | Annika Langvad         | Sabine Spitz           |
| 2017 | Jana Belomoina         | Linda Indergand        | Gunn-Rita Dahle Flesjå |
| 2018 | Jolanda Neff           | Pauline Ferrand-Prévot | Githa Michiels         |
| 2019 | Jolanda Neff           | Jana Belomoina         | Elisabeth Brandau      |
| 2020 | Pauline Ferrand-Prévot | Anne Terpstra          | Jana Belomoina         |
| 2021 | Pauline Ferrand-Prévot | Anne Terpstra          | Anne Tauber            |
| 2022 | Loana Lecomte          | Pauline Ferrand-Prévot | Anne Terpstra          |
| 2023 | Puck Pieterse          | Mona Mitterwallner     | Sina Frei              |

## Ergebnisse Cross-Country Staffel XCR

### Mixed
| Year | Gold                                                                                              | Silber                                                                                                | Bronze                                                                                           |
| 2002 | Frankreich Julien Absalon Jean-Eudes Demaret Laurence Leboucher Cédric Ravanel                    | Schweiz Florian Vogel Barbara Blatter Lukas Flückiger Thomas Kalberer                                 | Tschechien Milan Spesny Jaroslav Kulhavý Ilona Bublová Tomas Vokroulik                           |
| 2003 | Schweiz Ralph Näf Balz Weber Nino Schurter Barbara Blatter                                        | Polen Marcin Karczynski Piotr Formicki Anna Szafraniec Kryspin Pyrgies                                | Spanien Carlos Coloma Ángel Espigares Margarita Fullana José Antonio Hermida                     |
| 2004 | Schweiz Ralph Näf Nino Schurter Petra Henzi Florian Vogel                                         | Deutschland Yvonne Kraft Moritz Milatz Stefan Sahm Andi Weinhold                                      | Spanien Iñaki Lejarreta Margarita Fullana José Antonio Hermida                                   |
| 2005 | Italien Marco Bui Toni Longo Eva Lechner Johannes Schweiggl                                       | Schweiz Nino Schurter Martin Fanger Petra Henzi Florian Vogel                                         | Schweden Emil Lindgren Mattias Wengelin Maria Östergren Fredik Kessiakoff                        |
| 2006 | Schweiz Ralph Näf Petra Henzi Martin Fanger Nino Schurter                                         | Frankreich Cédric Ravanel Séverine Hansen Alexis Vuillermoz Stéphane Tempier                          | Schweden Fredrik Kessiakoff Emil Lindgren Maria Ostergren Matthias Wengelin                      |
| 2007 | Schweiz Florian Vogel Thomas Litscher Petra Henzi Nino Schurter                                   | Frankreich Alexis Vuillermoz Fabien Canal Cécile Ravanel Cédric Ravanel                               | Italien Yader Zoli Andrea Tiberi Francesco Aulino Eva Lechner                                    |
| 2008 | Frankreich Jean-Christophe Péraud Arnaud Jouffroy Laurence Leboucher Alexis Vuillermoz            | Italien Marco Aurelio Fontana Gerhard Kerschbaumer Eva Lechner Cristian Cominelli                     | Schweden Emil Lindgren Alexandra Engen Olof Jonsson Alexander Wetterhall                         |
| 2009 | Schweden Emil Lindgren Tobias Ludvigsson Matthias Wengelin Alexandra Engen                        | Schweiz Thomas Litscher Ralph Näf Roger Walder Nathalie Schneitter                                    | Niederlande Michiel van der Heijden Rudi van Houts Irjan Luttenberg Sanne Paasen                 |
| 2010 | Schweiz Thomas Litscher Ralph Näf Roger Walder Katrin Leumann                                     | Italien Marco Aurelio Fontana Maximilian Vieider Eva Lechner Gerhard Kerschbaumer                     | Tschechien Ondřej Cink Tomáš Paprstka Tereza Huříková Jan Škarnitzl                              |
| 2011 | Frankreich Fabien Canal Victor Koretzky Julie Bresset Maxime Marotte                              | Schweiz Thomas Litscher Lars Forster Nathalie Schneitter Martin Gujan                                 | Italien Marco Aurelio Fontana Gerhard Kerschbaumer Lorenzo Samparisi Eva Lechner                 |
| 2012 | Italien Michele Casagrande Gioele Bertolini Eva Lechner Luca Braidot                              | Schweiz Martin Gujan Katrin Leumann Matthias Stirnemann Dominic Zumstein                              | Niederlande Michiel van der Heijden Jesper Slik Anne Terpstra Henk-Jaap Moorlag                  |
| 2013 | Italien Gioele Bertolini Eva Lechner Marco Aurelio Fontana Gerhard Kerschbaumer                   | Schweiz Reto Indergand Dominic Grab Jolanda Neff Nino Schurter                                        | Tschechien Jan Nesvadba Jan Vastl Kateřina Nash Ondřej Cink                                      |
| 2014 | Frankreich Jordan Sarrou Hugo Pigeon Margot Moschetti Maxime Marotte                              | Deutschland Ben Zwiehoff Tobias Eise Helen Grobert Moritz Milatz                                      | Italien Maximilian Vieider Moreno Pellizzon Lisa Rabensteiner Marco Aurelio Fontana              |
| 2015 | Deutschland Maximilian Brandl Ben Zwiehoff Helen Grobert Manuel Fumic                             | Schweiz Reto Indergand Arnaud Hertling Esther Süss Andri Frischknecht                                 | Tschechien Jan Vastl Matěj Průdek Barbora Průdková Jaroslav Kulhavý                              |
| 2016 | Schweiz Marcel Guerrini Vital Albin Jolanda Neff Lars Forster                                     | Frankreich Victor Koretzky Axel Zingle Pauline Ferrand-Prévot Jordan Sarrou                           | Deutschland Georg Egger Niklas Schehl Sabine Spitz Ben Zwiehoff                                  |
| 2019 | Schweiz Joel Roth Dario Lillo Ramona Forchini Sina Frei Andri Frischknecht                        | Italien Simone Avondetto Andrea Colombo Eva Lechner Martina Berta Luca Braidot                        | Dänemark Sebastian Carstensen Markus Heuer Sofie Pedersen Caroline Bohé Simon Andreassen         |
| 2020 | Italien Luca Braidot Eva Lechner Filippo Agostinacchio Nicole Pesse Marika Tovo Juri Zanotti      | Frankreich Mathis Azzaro Luca Martin Loana Lecomte Olivia Onesti Lena Gerault Jordan Sarrou           | Schweiz Fabio Püntener Janis Baumann Alessandra Keller Noëlle Buri Elisa Alvarez Thomas Litscher |
| 2021 | Italien Luca Braidot Filippo Agostinacchio Martina Berta Sara Cortinovis Marika Tovo Juri Zanotti | Schweiz Vital Albin Nils Aebersold Alessandra Keller Jacqueline Schneebeli Lea Huber Alexandre Balmer | Deutschland Leon Reinhard Kaiser Lars Gräter Nina Benz Finja Lipp Ronja Eibl Niklas Schehl       |

## Ergebnisse Cross-Country Eliminator XCE

### Männer
| Year | Gold                  | Silber                | Bronze            |
| 2013 | Daniel Federspiel     | Miha Halzer           | Sepp Freiburghaus |
| 2014 | Daniel Federspiel     | Ralph Näf             | Fabrice Mels      |
| 2015 | Jeroen van Eck        | Heiko Hog             | Marcel Wildhaber  |
| 2016 | Emil Linde            | Daniel Federspiel     | Martin Setterberg |
| 2017 | Titouan Perrin-Ganier | Daniel Federspiel     | Jeroen van Eck    |
| 2018 | Titouan Perrin-Ganier | Lorenzo Serres        | Simon Rogier      |
| 2019 | Hugo Briatta          | Titouan Perrin-Ganier | Lorenzo Serres    |
| 2020 | Titouan Perrin-Ganier | Jeroen van Eck        | Hugo Briatta      |
| 2021 | Jeroen van Eck        | Lorenzo Serres        | Joel Burmann      |
| 2022 | Jakob Klemenčič       | Ricardo Marinheiro    | Ede-Karoly Molnar |
| 2023 | Ede-Karoly Molnar     | Titouan Perrin-Ganier | Nils-Obed Riecker |
| 2024 | Theo Hauser           | Jakob Klemenčič       | Ede-Karoly Molnar |

### Frauen
| Year | Gold               | Silber             | Bronze               |
| 2013 | Jenny Rissveds     | Kathrin Stirnemann | Ramona Forchini      |
| 2014 | Kathrin Stirnemann | Linda Indergand    | Alexandra Engen      |
| 2015 | Kathrin Stirnemann | Anna Oberparleiter | Chiara Teocchi       |
| 2016 | Irina Popowa       | Anne Terpstra      | Anna Oberparleiter   |
| 2017 | Kathrin Stirnemann | Barbora Průdková   | Anne Terpstra        |
| 2018 | Irina Popowa       | Coline Clauzure    | Barbora Průdková     |
| 2019 | Gaia Tormena       | Coline Clauzure    | Magdalena Durán      |
| 2020 | Gaia Tormena       | Linda Indergand    | Marion Fromberger    |
| 2021 | Gaia Tormena       | Fem van Empel      | Irina Popowa         |
| 2022 | Gaia Tormena       | Terézia Ciriaková  | Zuzana Šafářová      |
| 2023 | Gaia Tormena       | Marion Fromberger  | Annemoon van Dienst  |
| 2024 | Gaia Tormena       | Line Mygdam        | Constantina Georgiou |

## Ergebnisse Downhill DHI

### Männer
| Year | Gold                | Silber               | Bronze                   |
| 1991 | Christian Taillefer |                      |                          |
| 1992 | Jürgen Sprich       | Albert Iten          | Paul Herygers            |
| 1993 | Jürgen Sprich       | Bruno Zanchi         | Vincent Julliot          |
| 1994 | Nicolas Vouilloz    | Tommy Johansson      | Corrado Hérin            |
| 1995 | François Gachet     | Nicolas Vouilloz     | Alexandre Balaud         |
| 1996 | Thomas Misser       | Jürgen Beneke        | Gianluca Bonanomi        |
| 1997 | Nicolas Vouilloz    | Corrado Hérin        | Jürgen Beneke            |
| 1998 | Nicolas Vouilloz    | Corrado Hérin        | Jürgen Beneke            |
| 1999 | Bruno Zanchi        |                      |                          |
| 2000 | Steve Peat          | Nicolas Vouilloz     | Fabien Barel             |
| 2001 | Filip Polc          | Corrado Hérin        | Cédric Gracia            |
| 2002 | keine Austragung    | keine Austragung     | keine Austragung         |
| 2003 | Julien Camelini     | Mickael Pascal       | Michael Deldycke         |
| 2004 | Steve Peat          | Fabien Barel         | Julien Camelini          |
| 2005 | Fabien Barel        | Marc Beaumont        | Steve Peat               |
| 2006 | Gee Atherton        | Marc Beaumont        | Fabien Barel             |
| 2007 | David Vázquez López | Pasqual Canals       | Florent Payet            |
| 2008 | Florent Payet       | Damien Spagnolo      | Nick Beer                |
| 2009 | Nick Beer           | Aurélien Giordanengo | Rémi Thirion             |
| 2010 | Robin Wallner       | Nick Beer            | Markus Pekoll            |
| 2011 | keine Austragung    | keine Austragung     | keine Austragung         |
| 2012 | keine Austragung    | keine Austragung     | keine Austragung         |
| 2013 | Markus Pekoll       | Manuel Gruber        | Miran Vauh               |
| 2014 | keine Austragung    | keine Austragung     | keine Austragung         |
| 2015 | Jure Žabjek         | Sławomir Łukasik     | Lutz Weber               |
| 2016 | Sławomir Łukasik    | Lutz Weber           | Wojciech Czermak         |
| 2017 | Florent Payet       | Sławomir Łukasik     | Loris Revelli            |
| 2018 | Francisco Pardal    | Benoît Coulanges     | Johannes Von Klebelsberg |
| 2019 | Baptiste Pierron    | Benoît Coulanges     | David Trummer            |
| 2020 | keine Austragung    | keine Austragung     | keine Austragung         |
| 2021 | Loris Vergier       | Benoît Coulanges     | Danny Hart               |
| 2022 | Andreas Kolb        | David Trummer        | Benoît Coulanges         |
| 2023 | Nathan Pontvianne   | Antoine Vidal        | Baptiste Pierron         |

### Frauen
| Year | Gold                   | Silber           | Bronze            |
| 1991 | Giovanna Bonazzi       |                  |                   |
| 1992 | Susi Buchwieser        | Giovanna Bonazzi | Sophie Kempf      |
| 1993 | Giovanna Bonazzi       | Brigitte Kasper  | Rita Buergi       |
| 1994 | Anne-Caroline Chausson | Giovanna Bonazzi | Brigitte Kasper   |
| 1995 | Anne-Caroline Chausson | Giovanna Bonazzi | Nina Aarrestad    |
| 1996 | Anne-Caroline Chausson | Nolvenn Le Caër  | Mercedes González |
| 1997 | Anne-Caroline Chausson | Nolvenn Le Caër  | Giovanna Bonazzi  |
| 1998 | Anne-Caroline Chausson |                  |                   |
| 1999 | Florentina Moser       |                  |                   |
| 2000 | Tracy Moseley          | Sabrina Jonnier  | Céline Gros       |
| 2001 | Sarah Stieger          | Fionn Griffiths  | Tracy Moseley\|   |
| 2002 | keine Austragung       | keine Austragung | keine Austragung  |
| 2003 | Anne-Caroline Chausson | Marielle Saner   | Nolvenn Le Caër   |
| 2004 | Anne-Caroline Chausson | Marielle Saner   | Tracy Moseley     |
| 2005 | Anne-Caroline Chausson | Sabrina Jonnier  | Marielle Saner    |
| 2006 | Rachel Atherton        | Marielle Saner   | Helen Gaskell     |
| 2007 | Sabrina Jonnier        | Céline Gros      | Emmeline Ragot    |
| 2008 | Sabrina Jonnier        | Petra Bernhard   | Floriane Pugin    |
| 2009 | Floriane Pugin         | Emmeline Ragot   | Céline Gros       |
| 2010 | Myriam Nicole          | Floriane Pugin   | Anita Ager-Wick   |
| 2011 | keine Austragung       | keine Austragung | keine Austragung  |
| 2012 | keine Austragung       | keine Austragung | keine Austragung  |
| 2013 | Emmeline Ragot         | Morgane Charre   | Eva Dimitrova     |
| 2014 | keine Austragung       | keine Austragung | keine Austragung  |
| 2015 | Jana Bártová           | Veronika Widmann | Eleonora Farina\| |
| 2016 | Marine Cabirou         | Monika Hrastnik  | Lea Salome Rutz   |
| 2017 | Eleonora Farina        | Alia Marcellini  | Marine Cabirou    |
| 2018 | Monika Hrastnik        | Morgane Charre   | Camille Balanche  |
| 2019 | Camille Balanche       | Monika Hrastnik  | Veronika Widmann  |
| 2020 | keine Austragung       | keine Austragung | keine Austragung  |
| 2021 | Monika Hrastnik        | Eleonora Farina  | Veronika Widmann  |
| 2022 | Monika Hrastnik        | Camille Balanche | Veronika Widmann  |
| 2023 | Eleonora Farina        | Monika Hrastnik  | Lisa Baumann      |

## Ergebnisse Cross-Country Marathon XCM

### Männer
| Year | Gold                | Silber              | Bronze              |
| 2002 | Mauro Bettin        | Thomas Dietsch      | Roman Rametsteiner  |
| 2003 | Thomas Dietsch      | Martin Kraler       | Jure Golčer         |
| 2004 | Thomas Dietsch      | Roland Stauder      | Alban Lakata        |
| 2005 | Hannes Genze        | Andreas Kugler      | Sandro Späth        |
| 2006 | Ralph Näf           | Thomas Stoll        | Andreas Kugler      |
| 2007 | Christoph Sauser    | Christoph Soukup    | Moritz Milatz       |
| 2008 | Alban Lakata        | Peter Riis Andersen | Urs Huber           |
| 2009 | Allan Oras          | Kalle Kriit         | Caspar Austa        |
| 2010 | Ralph Näf           | Mirko Celestino     | Andreas Kugler      |
| 2011 | Alexei Medwedew     | Jukka Vastaranta    | Tim Böhme           |
| 2012 | Kristián Hynek      | Pavel Boudný        | Alban Lakata        |
| 2013 | Alban Lakata        | Christoph Sauser    | Kristián Hynek      |
| 2014 | Christoph Sauser    | Jaroslav Kulhavý    | Christoph Soukup    |
| 2015 | Jaroslav Kulhavý    | Sascha Weber        | Alban Lakata        |
| 2016 | Peeter Pruus        | Tiago Ferreira      | Kristián Hynek      |
| 2017 | Tiago Ferreira      | Alban Lakata        | Karl Platt          |
| 2018 | Alexei Medwedew     | Samuele Porro       | Fabian Rabensteiner |
| 2019 | Tiago Ferreira      | Samuele Porro       | Peeter Pruus        |
| 2020 | keine Austragung    | keine Austragung    | keine Austragung    |
| 2021 | Andreas Seewald     | Samuele Porro       | Martin Stošek       |
| 2022 | Fabian Rabensteiner | Krzysztof Łukasik   | Jaroslav Kulhavý    |
| 2023 | Wout Alleman        | Fabian Rabensteiner | Simon Schneller     |
| 2024 | Lukas Baum          | David Valero        | Fabian Rabensteiner |
| 2025 | Andreas Seewald     | Andrea Siffredi     | Gioele De Cosmo     |

### Frauen
| Year | Gold                      | Silber                    | Bronze                |
| 2002 | Andrea Huser              | Gunn-Rita Dahle Flesjå    | Petra Schörkmayer     |
| 2003 | Birgit Jüngst             | Gunn-Rita Dahle Flesjå    | Sandra Klose          |
| 2004 | Blaža Klemenčič           | Sandra Klose              | Ilona Bublová         |
| 2005 | Pia Sundstedt             | Birgit Jüngst             | Blaža Klemenčič       |
| 2006 | Gunn-Rita Dahle Flesjå    | Pia Sundstedt             | Dolores Maechler-Rupp |
| 2007 | Sabine Spitz              | Ariëlle van Meurs         | Esther Süss           |
| 2008 | Esther Süss               | Pia Sundstedt             | Antonia Wipfli        |
| 2009 | Gunn-Rita Dahle Flesjå    | Maja Włoszczowska         | Ivanda Eiduka         |
| 2010 | Esther Süss               | Gunn-Rita Dahle Flesjå    | Pia Sundstedt         |
| 2011 | Pia Sundstedt             | Sally Bigham              | Elena Giacomuzzi      |
| 2012 | Pia Sundstedt             | Sally Bigham              | Silke Schmidt         |
| 2013 | Esther Süss               | Sally Bigham              | Sabine Spitz          |
| 2014 | Tereza Huříková           | Sally Bigham              | Borghild Løvset       |
| 2015 | Sabine Spitz              | Jolanda Neff              | Esther Süss           |
| 2016 | Sally Bigham              | Jennie Stenerhag          | Katažina Sosna        |
| 2017 | Clàudia Galicia Cotrina   | Angelika Tazreiter        | Barbara Benkó         |
| 2018 | Gunn-Rita Dahle Flesjå    | Maja Włoszczowska         | Ariane Lüthi          |
| 2019 | Mara Fumagalli            | Blaža Pintarič            | Jennie Stenerhag      |
| 2020 | keine Austragung          | keine Austragung          | keine Austragung      |
| 2021 | Natalia Fischer Egusquiza | Steffi Häberlin           | Ramona Forchini       |
| 2022 | Natalia Fischer Egusquiza | Janina Wüst               | Claudia Peretti       |
| 2023 | Adelheid Morath           | Estelle Morel             | Irina Lützelschwab    |
| 2024 | Rosa van Doorn            | Lejla Njemčević           | Claudia Peretti       |
| 2025 | Adelheid Morath           | Natalia Fischer Egusquiza | Mara Fumagalli        |

## Ergebnisse Ultra-Marathon

### Männer
| Year | Gold                | Silber                  | Bronze                        |
| 2018 | Joseba Albizu       | Alberto Fernández Sainz | Guillem Cassu Cantin          |
| 2019 | Llibert Mill Garcia | Joseba Albizu           | Daniel Carreño Nin De Cardona |
| 2020 | keine Austragung    | keine Austragung        | keine Austragung              |
| 2021 | Philip Handl        | Llibert Mill Garcia     | Dominik Schwaiger             |

### Frauen
| Year | Gold                   | Silber                 | Bronze               |
| 2018 | Clara Fernández Chafer | Ramona Gabriel Batalla | Sandra Jordà Pascó   |
| 2019 | Ramona Gabriel Batalla | Silvia Roura Pérez     | Gisela Biguet Espuña |
| 2020 | keine Austragung       | keine Austragung       | keine Austragung     |
| 2021 | Anna Ramirez Bauxell   | Ramona Gabriel Batalla | Marta Tora Mila      |

## Ergebnisse Fourcross 4X

### Männer
| Year | Gold             | Silber             | Bronze            |
| 2003 | Michal Prokop    | Lukas Tamme        | Dale Holmes       |
| 2004 | Michal Prokop    | Lukas Tamme        | Leiv Ove Nordmark |
| 2006 | Joost Wichman    | Scott Beaumont     | Guido Tschugg     |
| 2008 | Joost Wichman    | Romain Saladini    | Dominik Gspan     |
| 2009 | Michal Prokop    | Roger Rinderknecht | Tomas Slavik      |
| 2010 | Joost Wichman    | Tomas Slavik       | Jurg Meijer       |
| 2011 | keine Austragung | keine Austragung   | keine Austragung  |
| 2012 | Felix Beckeman   | Marek Peško        | Lukáš Mechura     |
| 2013 | Jakub Riha       | Giovanny Pozzoni   | Miran Vauh        |

### Frauen
| Year | Gold                   | Silber                | Bronze                |
| 2003 | Anne-Caroline Chausson | Laëtitia Le Corguillé | Jana Horakova         |
| 2004 | Anne-Caroline Chausson | Jana Horakova         | Laëtitia Le Corguillé |
| 2008 | Sabrina Jonnier        | Célina Gros           | Rachel Seydoux        |
| 2009 | Anita Molcik           | Rachel Seydoux        | Lucia Oetjen          |
| 2010 | Romana Labounková      | Anita Molcik          | Anneke Beerten        |
| 2011 | keine Austragung       | keine Austragung      | keine Austragung      |
| 2012 | Katy Curd              | Anita Molcik          | Lucia Oetjen          |
| 2013 | Emmeline Ragot         | Morgane Charre        | Tereza Votavova       |

## Ergebnisse Dual Slalom DS

### Männer
| Year | Gold             | Silber      | Bronze         |
| 1998 | Michael Marosi   |             |                |
| 1999 | Mickael Deldycke |             |                |
| 2000 | Mickael Deldycke | Steve Peat  | Karim Amour    |
| 2001 | Cédric Gracia    | Karim Amour | Scott Beaumont |

### Frauen
| Year | Gold                   | Silber          | Bronze        |
| 1998 | Anne-Caroline Chausson |                 |               |
| 1999 | Tracy Moseley          |                 |               |
| 2000 | Céline Gros            | Nolvenn Lecaer  | Sarah Stieger |
| 2001 | Sabrina Jonnier        | Fionn Griffiths | Tracy Moseley |

## Ergebnisse Beachrace

### Männer
| Year | Gold              | Silber             | Bronze             |
| 2016 | Jasper Ockeloen   | Ronan van Zandbeek | Ramses Bekkenk     |
| 2017 | Jasper Ockeloen   | Robbert de Nijs    | Ronan van Zandbeek |
| 2018 | Lars Boom         | Mike Teunissen     | Bram Imming        |
| 2019 | Ivar Slik         | Timothy Dupont     | Rick van Breda     |
| 2020 | keine Austragung  | keine Austragung   | keine Austragung   |
| 2021 | Samuel Leroux     | Rick van Breda     | Coen Vermeltfoort  |
| 2022 | Coen Vermeltfoort | Timothy Dupont     | Samuel Leroux      |

### Frauen
| Year | Gold                 | Silber           | Bronze            |
| 2016 | Pauliena Rooijakkers | Esther van Veen  | Natalie van Gogh  |
| 2017 | Riejanne Markus      | Claudia Koster   | Rozanne Slik      |
| 2018 | Pauliena Rooijakkers | Riejanne Markus  | Rozanne Slik      |
| 2019 | Nina Kessler         | Riejanne Markus  | Tessa Neefjes     |
| 2020 | keine Austragung     | keine Austragung | keine Austragung  |
| 2021 | Pauliena Rooijakkers | Riejanne Markus  | Rozanne Slik      |
| 2022 | Tessa Neefjes        | Nina Kessler     | Joyce Vanderbeken |